# Eparchia di Kyzyl

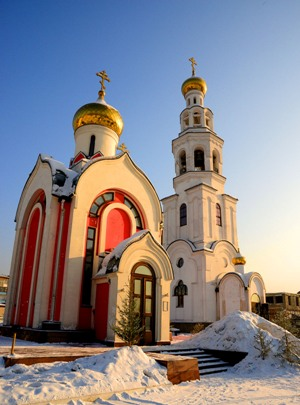
La cattedrale della Resurrezione di Kyzyl.

L'eparchia di Kyzyl (in russo Кызыльская епархия?) è una diocesi della Chiesa ortodossa russa.

## Territorio
L'eparchia comprende la repubblica di Tuva nel circondario federale della Siberia.
Sede eparchiale è la città di Kyzyl, dove si trova la cattedrale della Resurrezione di Cristo.
L'eparca ha il titolo ufficiale di «eparca di Kyzyl e Tuva».

## Storia
L'eparchia è stata eretta dal Santo Sinodo della Chiesa ortodossa russa il 5 ottobre 2011, ricavandone il territorio dall'eparchia di Abakan.